# Cinderella
Cinderella – amerykański zespół, grający hair metal i hard rock. Powstał w 1983 roku w Filadelfii w Pensylwanii. Zespół sprzedał 15 milionów płyt na całym świecie.

## Historia
Cinderella powstała w Filadelfii z inicjatywy wokalisty, gitarzysty i klawiszowca Toma Keifera oraz basisty Erica Brittinghama. Później do zespołu dołączyli gitarzysta Michael Smerick i perkusista Tony Destra, którzy wkrótce odeszli do Britny Fox. W 1985 roku Jon Bon Jovi zobaczył ich grających w jednych z klubów rockowych w Filadelfii, dzięki czemu podpisali kontrakt z wytwórnią Mercury Records. Wkrótce do zespołu dołączyli gitarzysta Jeff LaBar i perkusista Jim Drnec.
W 1986 roku wydali debiutancki album zatytułowany Night Songs. Po jego wydaniu Cinderella wyruszyła w trasę koncertową z zespołem Poison. Później grali także z Van Halen i Bon Jovi. Ich drugi album zatytułowany Long Cold Winter został wydany w 1988 roku. Zawierał on hit Don't Know What You Got (Till It's Gone), który dotarł do 12. miejsca amerykańskiego Billboardu. W 1990 roku zespół wydał swój trzeci studyjny album, Heartbreak Station. Wkrótce Fred Coury opuścił zespół i razem z wokalistą Ratt Stephenem Pearcym założył zespół Arcade.

## Dyskografia

### Albumy studyjne
- Night Songs (1986)
- Long Cold Winter (1988)
- Heartbreak Station (1990)
- Still Climbing (1994)

### Albumy na żywo
- Live Train to Heartbreak Station (1998)
- Live at the Key Club (1999)
- In Concert (2004)
- Extended Versions (2006)
- Gypsy Road: Live (2006)

### Kompilacje
- Looking Back (1997)
- Once Upon A... (1997)
- Rocked, Wired & Bluesed: The Greatest Hits (2005)
- Gold (2006)

### Single
| Year | Title                                      | US Hot 100 | US Mainstream Rock | UK singles | Album              |
| ---- | ------------------------------------------ | ---------- | ------------------ | ---------- | ------------------ |
| 1986 | "Shake Me"                                 | -          | -                  | -          | Night Songs        |
| 1987 | "Nobody’s Fool"                            | 13         | 25                 | -          | Night Songs        |
| 1987 | "Somebody Save Me"                         | 66         | 37                 | -          | Night Songs        |
| 1988 | "Gypsy Road"                               | 51         | 20                 | -          | Long Cold Winter   |
| 1988 | "Don't Know What You Got (Till It's Gone)" | 12         | 10                 | -          | Long Cold Winter   |
| 1988 | "Coming Home"                              | 20         | 13                 | -          | Long Cold Winter   |
| 1989 | "The Last Mile"                            | 36         | 18                 | -          | Long Cold Winter   |
| 1990 | "Shelter Me"                               | 36         | 5                  | -          | Heartbreak Station |
| 1991 | "Heartbreak Station"                       | 44         | 10                 | -          | Heartbreak Station |
| 1991 | "The More Things Change"                   | -          | -                  | -          | Heartbreak Station |
| 1994 | "Bad Attitude Shuffle"                     | -          | 37                 | -          | Still Climbing     |

## Wideografia
- Rocked, Wired & Bluesed – The Greatest Video Hits (2005) – DVD
- In Concert (2005) – DVD